# Baureihe 402

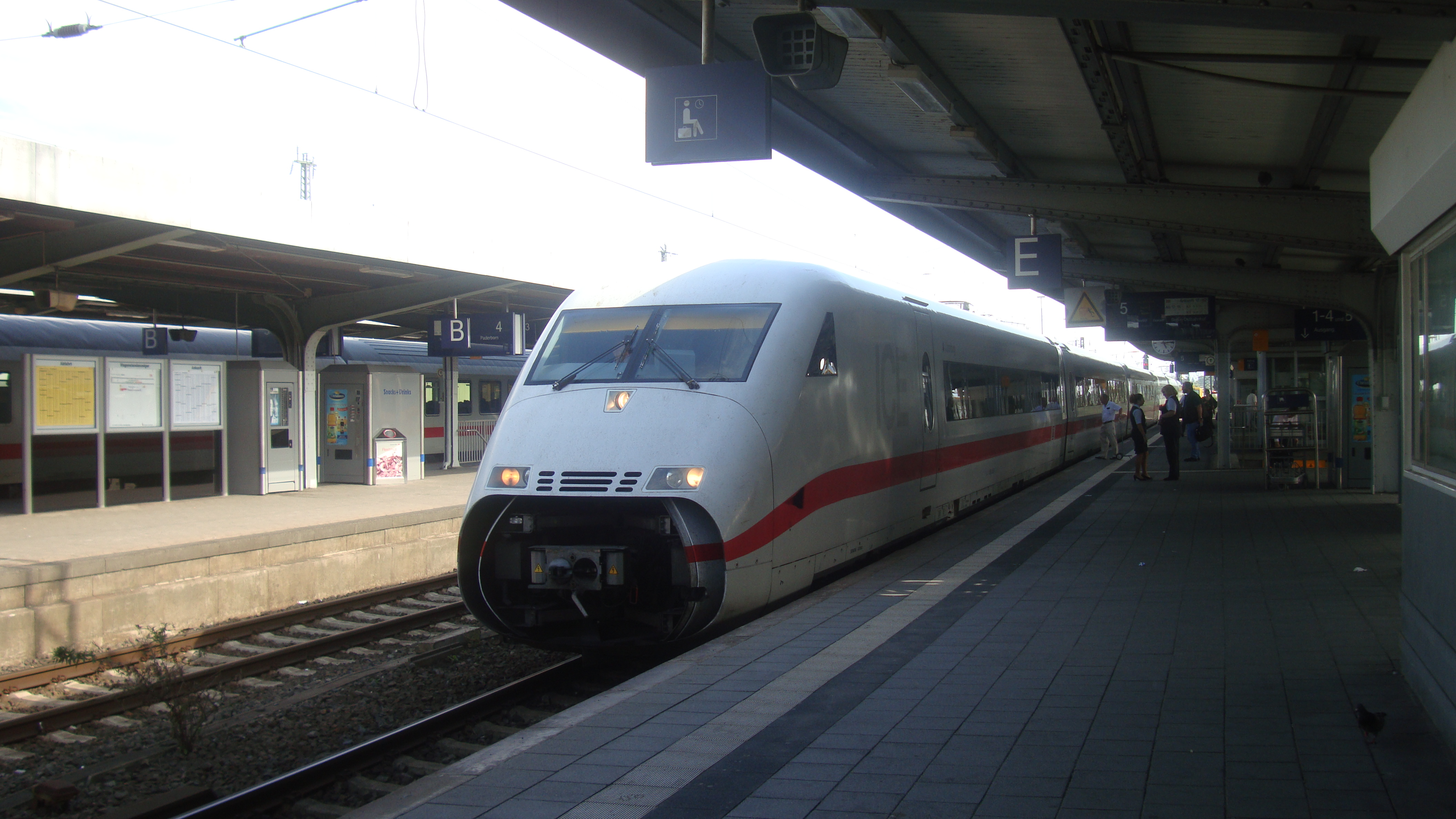
Een ICE 2 in Hamm die wordt gekoppeld

De Baureihe 402 ook wel ICE 2 genoemd, is een elektrische hogesnelheidstrein voor het langeafstands-personenvervoer van de DB Fernverkehr. De trein bestaat uit een motorwagen en 6 tussenrijtuigen van de types 805, 806, 807 en een stuurstandrijtuig 808. De motorwagens van dit type zijn uitwisselbaar met het type 401 en met de tussenrijtuigen van de types 801, 802, 803 en 804 van de ICE 1 en worden daar waar nodig mee gecombineerd.

## Geschiedenis
De treinstellen zijn gebaseerd op een projectstudie van de toenmalige Deutsche Bundesbahn uit 1992, waarin de eisen voor de tweede generatie ICE vastgelegd zijn. Deze waren nodig voor de in 1998 in bedrijf genomen hogesnelheidslijn Berlijn - Oebisfelde en voor enkele trajecten waarop een ICE 1 met 700+ zitplaatsen niet economisch was. De inschrijvingsgegevens werden eind 1992 aan de industrie voorgelegd; januari 1993 startte de formele inschrijving. 17 augustus 1993 (andere bronnen: 13 augustus) bestelde de Bundesbahn 60 ICE 2 treinstellen bij een consortium onder leiding van Siemens met AEG, ABB Daimler Benz Transportation (later Adtranz) en Deutschen Waggonbau (DWA). De treinstellen zouden vanaf eind 1996 uitgeleverd worden. Daarnaast werden twee reserve motorwagens en één stuurstandwagen besteld.

Midden 1995 werd de eerste motorwagen in München in bedrijf genomen. Op 13 december 1995 werd het eerste tussenrijtuig bij AEG in Neurenberg geïntroduceerd. 6 september 1996 volgde in München de eerste roll-out van een volledig lang treinstel bestaande uit twee motorwagens, 9 tussenrijtuigen en een stuurstandrijtuig.

De ICE 2-treinstellen werden vanaf de overgang naar de nieuwe dienstregeling op 26 september 1996 in dienst gesteld. De normale samenstelling bestaat uit een motorwagen, 6 tussenrijtuigen en een stuurstandrijtuig. Dit wordt ook wel Halbzüge (halve trein) genoemd.

## Toekomst
Aangezien de ICE2 als enige ICE geen ETCS heeft, wordt hij in de periode tot 2027 definitief uit dienst genomen.

## Rijtuigen
Totaal aantal ICE rijtuigen is 355. Deze zijn verdeeld in de volgende series:
- 46 motorwagens van het type BR 402
- 44 wagens van het type Avmz 805, 1e klas
- 44 wagens van het type Avmz 805.3, 1e klas + telefooncel
- 132 wagens van het type Bvmz 806, 2e klasse
- 44 wagens van het type WSmz 807, restauratiewagen met bistro
- 45 wagens van het type BSmz 808, 2e klasse met stuurstand

Er zijn 2 motorwagens en 1 stuurstandwagen extra gebouwd als reserve. Motorwagen 402 045 is gebruikt om een motorwagen uit de ICE-1 serie te vervangen.

## Nummers
Het nummer van Tz201 is opgebouwd uit het treinstel 402 x01
- Tz201: DB 402 001 + 805 + 805.3 + 807 + 3 x 806 + 808
- Tz244: DB 402 044 + 805 + 805.3 + 807 + 3 x 806 + 808

Als reserve voor vervanging van een set BR 401 werden de 402 045 en 402 046 gebouwd. Deze zijn niet te combineren met een BR 401.

## Constructie en techniek
Het treinstel is opgebouwd uit een aluminium frame. Het treinstel is uitgerust met luchtvering. Er kunnen tot twee eenheden gekoppeld worden.

### Namen

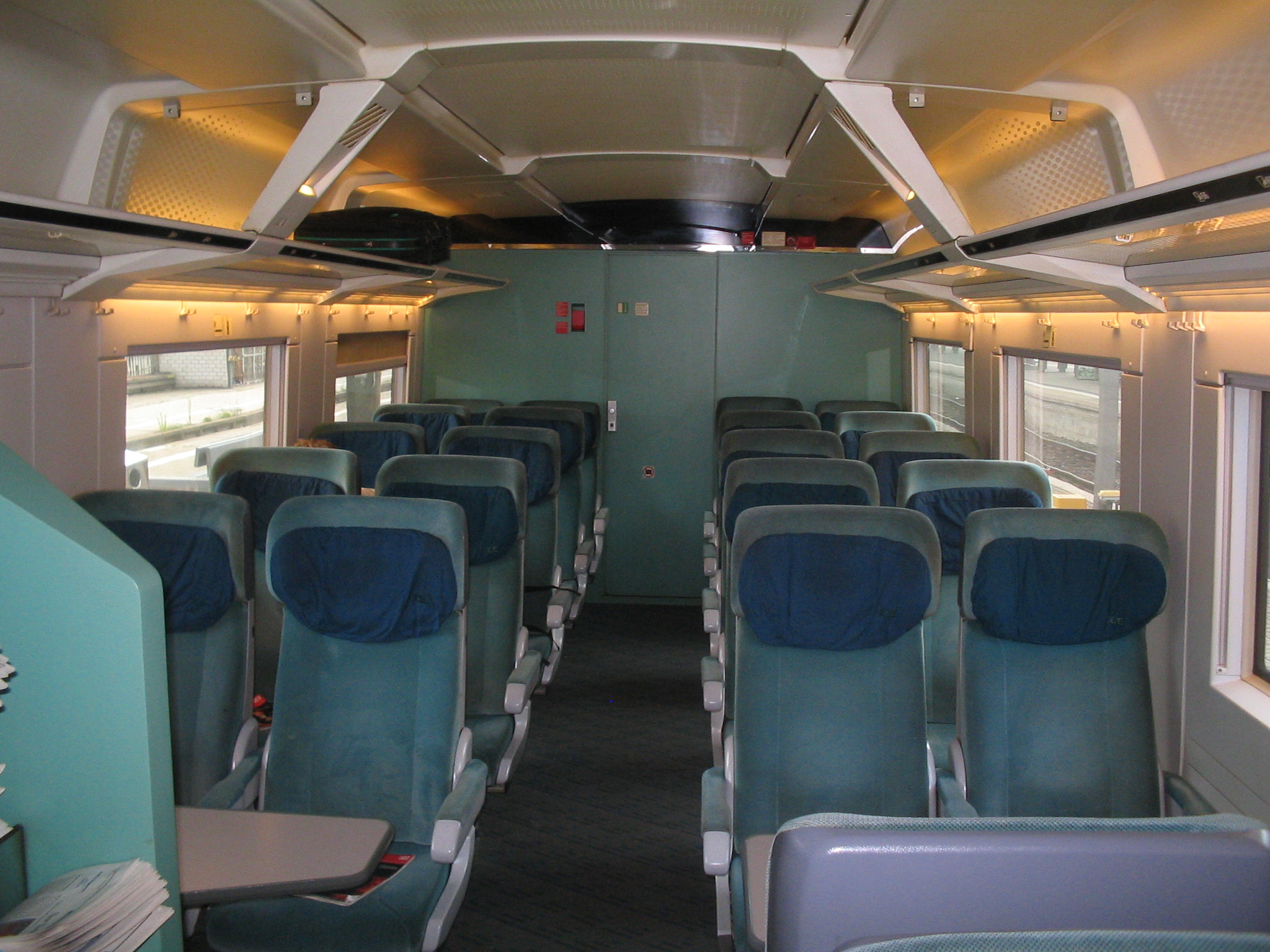
ICE-2 stuurstandwagen voor Redesign

DB Fernverkehr heeft de volgende namen op de treinen geplaatst:

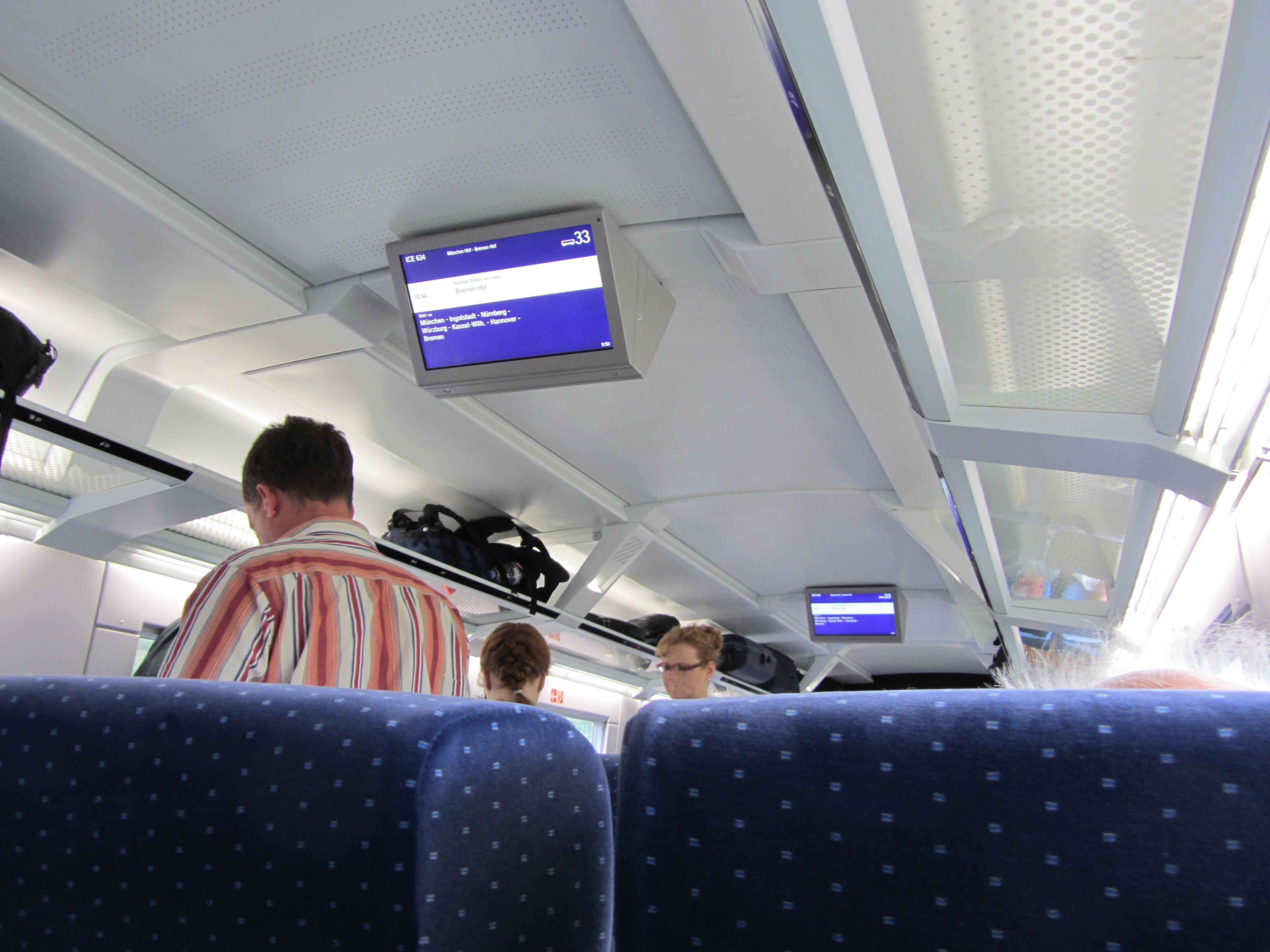
ICE-2 na Redesign

- Tz 201 Rheinsberg
- Tz 202 Wuppertal
- Tz 203 Cottbus/Chosebuz
- Tz 204 Bielefeld
- Tz 205 Zwickau
- Tz 206 Maagdenburg
- Tz 207 Stendal
- Tz 208 Bonn
- Tz 209 Riesa
- Tz 210 Fontanestadt Neuruppin
- Tz 211 Uelzen
- Tz 212 Potsdam
- Tz 213 Nauen
- Tz 214 Hamm/Westf.
- Tz 215 Bitterfeld
- Tz 216 Dessau
- Tz 217 Bergen auf Rügen
- Tz 218 Braunschweig
- Tz 219 Hagen
- Tz 220 Meiningen
- Tz 221 Lübbenau/Spreewald
- Tz 222 Eberswalde

- Tz 223 Schwerin
- Tz 224 Saalfeld (Saale)
- Tz 225 Oldenburg (Oldb)
- Tz 226 Lutherstadt Wittenberg
- Tz 227 Ludwigslust
- Tz 228 Altenburg
- Tz 229 Templin
- Tz 230 Delitzsch
- Tz 231 Brandenburg an der Havel
- Tz 232 Frankfurt (Oder)
- Tz 233 Ulm
- Tz 234 Minden
- Tz 235 Görlitz
- Tz 236 Jüterbog
- Tz 237 Neustrelitz
- Tz 238 Saarbrücken
- Tz 239 Essen
- Tz 240 Bochum
- Tz 241 Bad Hersfeld
- Tz 242 Quedlinburg
- Tz 243 Bautzen/Budysin
- Tz 244 Koblenz

## Treindiensten
De treinen worden door de DB Fernverkehr ingezet op de volgende trajecten:

In eerste instantie werden treinstellen op het traject Bremen - Frankfurt am Main ingezet. In de spits ook op de trajecten Dortmund - Frankfurt en Frankfurt - München.
Vanaf 1 juni 1997 volgde het traject Berlijn - Maagdenburg - Keulen. Vanaf de dienstregeling van 24 mei 1998 werden deze treinen in Hamm gesplitst, waarbij één deel via Wuppertal en het andere via Dortmund naar Keulen doorging.

Vanaf 30 mei 1999 volgde het traject München - Hamburg / Bremen, met een splitsing in Hannover. Vanaf 5 december 2000 kwam daar het traject Hamburg - Berlijn bij.
Bij de dienstregeling van 14 december 2008 werd de ICE 2 ook ingezet tussen Lübeck - Hannover - München.
Verder vertrekt 's morgens een trein uit Aken, die in Hamm met een ander treinstel wordt gekoppeld en doorrijdt naar Berlijn.